# Loving Jezebel
Loving Jezebel è un film del 1999 diretto da Kwyn Bader. Il film è interpretato da Hill Harper, David Moscow, Laurel Holloman, Nicole Ari Parker, Sandrine Holt, Phylicia Rashad, Elisa Donovan e Lysa Aya Trenier. Il film è stato distribuito il 27 ottobre 2000 dalla Universal Focus. 

## Trama
Il film racconta la storia di Theodorus Melville, un giovane che ricorda le sue disavventure romantiche e che si sente sfortunato in amore perché è attratto da donne già impegnate. Theodorus racconta il suo dilemma di tutta la vita per trovare l'amore, descrivendo in dettaglio le sue numerose relazioni.

## Produzione
La sceneggiatura del film è stata scritta dallo sceneggiatore e regista Kwyn Bader nel suo appartamento di New York tra la 86esima strada e Broadway. Il titolo del film è ispirato ad una canzone di Sade Jezebel. Bader è stato particolarmente ispirato dai versi: "Jezebel non è nata con un cucchiaio d'argento in bocca / Probabilmente aveva meno di ognuno di noi / Ma quando sapeva camminare sapeva / Come far crollare la casa".

## Accoglienza
Il film ha incassato complessivamente $72.190 al botteghino. Loving Jezebel ha vinto il premio del pubblico per il miglior lungometraggio al South by Southwest Film Festival del 1999 ad Austin, Texas.